# 1238
Cette page concerne l'année 1238  du calendrier julien. Pour l'année 1238 av. J.-C., voir 1238 av. J.-C.
L'année 1238 est une année commune qui commence un vendredi.

## Événements
- 8 mars : Al-Adil II succède à son père Al-Kamel sur le sultanat ayyoubide[1]. L'anarchie s'installe dans le royaume. Son frère As-Salih Ayyub, gouverneur de Mésopotamie, la défend contre les Tatars avec l'aide des Korasmiens. Il prend le pouvoir à Damas au début de l’année suivante mais est déposé en septembre 1239 par Al-Salih Ismaël[2].

- Constitution d'un royaume thaï à Sukhothaï en Thaïlande par le roi Sri-Indrathit[3].
- Début du règne de Narasimhadeva Ier, roi de la dynastie Ganga, dans l'Orissa (fin en 1264)[4].
- Révolte contre l’impôt conduite par l’artisan Mahmoud Tarabi de Maverannahr. Les Mongols du khanat de Djaghataï sont chassés de Boukhara. La contre-attaque mongole est battue par les révoltés, mais le soulèvement finit par être réprimé[5].

### Europe
- Janvier : début de l'occupation mongole de la Russie avec la prise de Moscou (jusqu'en 1242).
  - Berké établit définitivement l’ordre dans les steppes Coumans en poussant la domination mongole au-delà de la Volga.
  - Moscou est ravagée par les Mongols. Vladimir est menacée. Le grand-prince de Vladimir-Souzdal Georges II (Youri Vsevolodovitch) se retire vers le nord-est, au-delà de la Volga, mais laisse la plus grande partie de la garnison dans la ville[6].
- 2 - 7 février : les Mongols prennent Vladimir et massacrent la population[7].
- 8 février : les Mongols occupent Souzdal[8].
- 4 mars : Georges II est vaincu et tué sur la rivière Sit par les Mongols[9]. Batu marche le lendemain sur Tver et Torjok, qu’il assiège. Iaroslav II Vladimirski, fils de Vsevolod, devient prince de Vladimir à la mort de son frère.
- 19 mars : Henri II le Pieux succède à son père Henri Ier le Barbu et devient duc de Cracovie, duc de Silésie et duc de Grande-Pologne (fin en 1241)[10].
- Printemps : Novgorod est sauvée des Mongols par le dégel qui empêche la cavalerie de manœuvrer dans les bourbiers. Batu met le siège devant Kozelsk qui résiste sept semaines, puis sa population est massacrée[11]. Batu retourne ensuite vers le sud où le khan Coumans Kotian est vaincu à nouveau. Avec quarante mille Coumans, il se présente aux frontières orientales de la Hongrie[12]. Le roi Béla IV accepte de les accueillir et les établit dans la zone marécageuse entre la Tisza et le Danube. Il espère ainsi avoir à sa disposition des troupes contre l’oligarchie nobiliaire.
- 22 avril : début du siège de Valence en Espagne[13].
- 15 mai : prise de Grenade par Mohammed ben Nazar, fondateur de la dynastie nasride. Il choisit la ville comme siège du gouvernement et commence la construction du palais de l'Alhambra[14].
- 21 août[15] : bataille d'Örlygsstaðir, lutte de clans en Islande[16].

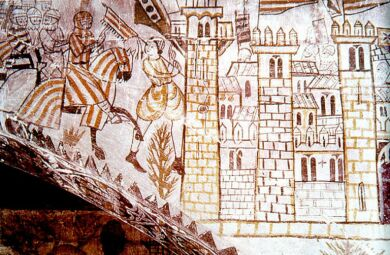
9 octobre : entrée de Jacques Ier d'Aragon à Valence

- 28 septembre (ou 9 octobre, selon les traditions) : Jacques Ier d'Aragon prend Valence aux Maures[17]. Le château de Sagonte est également pris et incorporé au royaume de Valence[18],[19]. Les musulmans ne tiennent plus que le royaume nasride de Grenade (fin en 1492). Rédaction du Llibre del Repartiment, répartissant les terres conquises.
- Octobre[20] : Enzio, fils naturel de l'empereur Frédéric II épouse Adelasie, héritière des judicats de Logudoro et de Gallura et devient roi de Sardaigne, qui était alors fief du pape (fin en 1249).

- Charte municipale octroyée à Trnava, la plus ancienne connue en Slovaquie[21].
- La Galicie passe sous l’autorité de Daniel de Volhynie après sa victoire sur l'Ordre de Dobrin[22].
- Les Allemands occupent Dantzig[23].
- Pour la première fois dans l'Occident chrétien, une dissection de cadavre humain est autorisée par l'empereur germanique Frédéric II à l'école de Salerne[24].